# U-4 (tàu ngầm Đức) (1935)

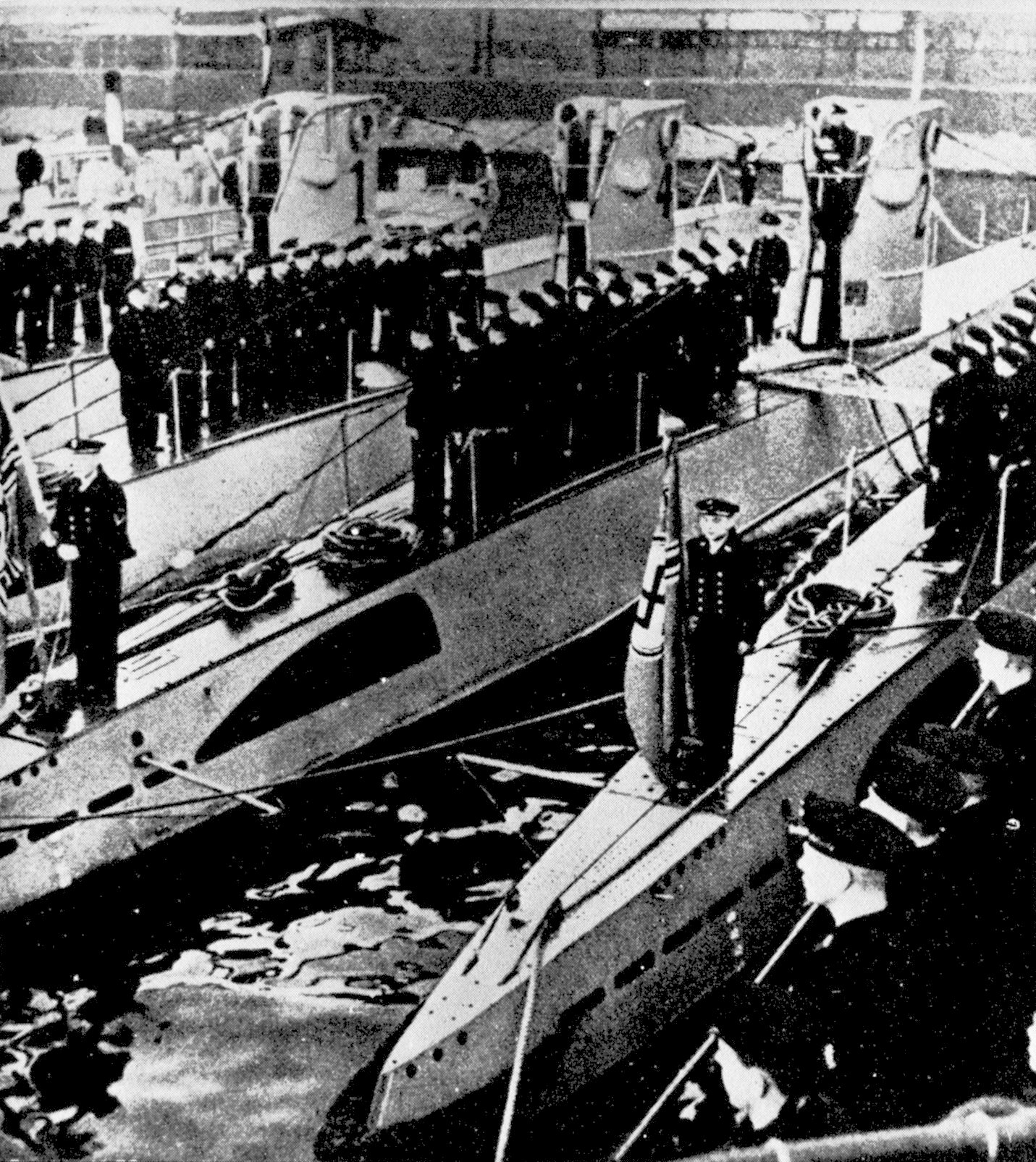
Các tàu ngầm Type IIA (từ trái sang): U-1, U-4 và U-2 cùng một chiếc khác không rõ tên.

U-4 là một tàu ngầm duyên hải  Lớp Type II được Hải quân Đức Quốc Xã chế tạo trước Chiến tranh Thế giới thứ hai sau khi bãi bỏ những điều khoản của Hiệp ước Versailles vốn cấm Đức sở hữu tàu ngầm. Những tàu ngầm Type II vốn quá nhỏ để có thể tiến hành các chiến dịch cách xa căn cứ nhà, nên U-4 đã đảm nhiệm vai trò tàu huấn luyện tại các trường tàu ngầm Đức. Được huy động do tình trạng thiếu hụt tàu ngầm sau khi xung đột bùng nổ, nó thực hiện bốn chuyến tuần tra và đánh chìm ba tàu buôn tổng tải trọng 5.133 tấn cùng một tàu chiến, cũng như hỗ trợ cho Chiến dịch Weserübung nhằm chiếm đóng Na Uy trước khi quay lại vai trò huấn luyện tại khu vực biển Baltic. U-4 bị loại bỏ tại Gotenhafen vào tháng 8, 1944 và bị tháo dỡ để làm nguồn phụ tùng.

## Thiết kế và chế tạo
Tàu ngầm Type II được thiết kế dựa theo kiểu tàu ngầm CV-707, vốn được thiết kế bởi công ty Hà Lan NV Ingenieurskantoor voor Scheepsbouw Den Haag (I.v.S), Chúng có trọng lượng choán nước 254 t (250 tấn Anh) khi nổi và 303 t (298 tấn Anh) khi lặn); tuy nhiên tải trọng tiêu chuẩn được công bố chỉ có 250 tấn Anh (254 t). Chúng có chiều dài chung 40,90 m (134 ft 2 in), lớp vỏ trong chịu áp lực dài 27,80 m (91 ft 2 in), mạn tàu rộng 4,08 m (13 ft 5 in), chiều cao 8,60 m (28 ft 3 in) và mớn nước 3,83 m (12 ft 7 in).
Chúng trang bị hai động cơ diesel MWM RS 127 S 6-xy lanh 4 thì công suất 700 mã lực mét (510 kW; 690 shp) để đi đường trường và hai động cơ/máy phát điện Siemens-Schuckert PG VV 322/36 tổng công suất 360 mã lực mét (260 kW; 360 shp) để lặn, hai trục chân vịt và hai chân vịt đường kính 0,85 m (3 ft). Các con tàu có thể lặn đến độ sâu 80–150 m (260–490 ft). Chúng đạt được tốc độ tối đa 13 kn (24 km/h) trên mặt nước và 6,9 kn (12,8 km/h) khi lặn, với tầm hoạt động tối đa 1.600 nmi (3.000 km) khi đi tốc độ đường trường 8 kn (15 km/h), và 35 nmi (65 km) ở tốc độ 4 kn (7,4 km/h) khi lặn.
Vũ khí trang bị bao gồm ba ống phóng ngư lôi 53,3 cm (21 in) trước mũi, mang theo tổng cộng năm quả ngư lôi hoặc cho đến 12 quả thủy lôi TMA. Một pháo phòng không 2 cm (0,79 in) cũng được trang bị trên boong tàu. Thủy thủ đoàn bao gồm 25 sĩ quan và thủy thủ.
U-4 được đặt hàng vào ngày 2 tháng 2, 1935. Nó được đặt lườn tại xưởng tàu của hãng Deutsche Werke tại Kiel vào ngày 11 tháng 2, 1935, hạ thủy vào ngày 31 tháng 7, 1935 và nhập biên chế cùng Hải quân Đức Quốc Xã vào ngày 17 tháng 8, 1935 dưới quyền chỉ huy của Hạm trưởng, Trung úy Hải quân Hannes Weingärtner.

## Lịch sử hoạt động
Do tầm xa hoạt động ngắn, U-4 chỉ đảm nhiệm vai trò tàu huấn luyện tại các trường tàu ngầm Đức trong biển Baltic trước Thế Chiến II. Tuy nhiên, do tình trạng thiếu hụt tàu ngầm sau khi xung đột bùng nổ, nó được huy động vào tác chiến và thực hiện tổng cộng bốn chuyến tuần tra trong chiến tranh. 
U-4 khởi hành từ Wilhelmshaven vào ngày 4 tháng 9, 1939, ngay sau khi Thế chiến II bùng nổ. Nó hoạt động trong khu vực phía Nam Na Uy và Bắc Hải (châu Âu) về phía Tây Đan Mạch và dọc bờ biển Hà Lan, rồi quay trở về căn cứ vào ngày 14 tháng 9. Trong chuyến tuần tra thứ hai tại Bắc Hải, nó lần lượt đánh chìm các tàu buôn Martti Ragnar (2.262 tấn) vào ngày 22 tháng 9, Walma (1.361 tấn) 23 tháng 9 và Gertrud Bratt (1.510 tấn) vào ngày 24 tháng 9.
Trong hai chuyến tuần tra tiếp theo, chủ yếu để hỗ trợ cho Chiến dịch Weserübung nhằm chiếm đóng Na Uy, U-4 chạm trán với tàu ngầm Anh HMS Thistle (N24). Thistle phát hiện qua kính tiềm vọng U-4 đang di chuyển trên mặt nước vào ngày 9 tháng 4, Thistle phóng một loạt sáu quả ngư lôi nhắm vào U-4 lúc 16 giờ 04 phút nhưng đều bị trượt; nó chỉ còn lại hai quả ngư lôi. U-4 phát hiện quả ngư lôi cách nó 10 mét và lặn khẩn cấp để né tránh. Qua ngày hôm sau 10 tháng 4, đến lượt U-4 nhìn thấy Thistle đang ở trên mặt biển để nạp lại điện cho ắc-quy, và lúc 02 giờ 13 phút nó phóng hai quả ngư lôi tấn công. Quả ngư lôi G7a thứ nhất bị trượt, nhưng quả ngư lôi G7e thứ hai trúng đích đã khiến Thistle đắm với tổn thất nhân mạng toàn bộ gần Skudenes, tại tọa độ 59°00′B 05°00′Đ / 59°B 5°Đ.
Sau khi kết thúc chiến dịch chiếm đóng Na Uy, rõ ràng là U-4 cùng các chiếc Type II không có khả năng bắt kịp tàu đối phương, cũng như không thể hoạt động cách xa căn cứ nhà để tấn công tàu buôn Đồng Minh trong Đại Tây Dương. Do đó vào ngày 1 tháng 7, 1940, chúng được điều về Chi hạm đội U-boat 21 và phục vụ như tàu huấn luyện trong biển Baltic cho đến năm 1944. Một số tàu chị em đã hoạt động tác chiến chống lại lực lượng Liên Xô, nhưng U-4 đã không tham gia. Con tàu cuối cùng ngừng hoạt động và xuất biên chế tại Gotenhafen (nay là Gdynia, Ba Lan) vào ngày 1 tháng 8, 1944, rồi tháo dỡ để làm nguồn phụ tùng vào một lúc nào đó trong năm 1945. 

### Tóm tắt chiến công
U-4 đã đánh chìm ba tàu buôn với tổng tải trọng 5.133 gross register tons (GRT) và một tàu chiến tải trọng 1.090 tấn:
| Ngày             | Tên tàu       | Quốc tịch              | Tải trọng | Số phận      |
| ---------------- | ------------- | ---------------------- | --------- | ------------ |
| 22 tháng 9, 1939 | Martti Ragnar | Finland                | 2.262     | Bị đánh chìm |
| 23 tháng 9, 1939 | Walma         | Finland                | 1.361     | Bị đánh chìm |
| 24 tháng 9, 1939 | Gertrud Bratt | Sweden                 | 1.510     | Bị đánh chìm |
| 10 tháng 4, 1940 | HMS Thistle   | Hải quân Hoàng gia Anh | 1.090     | Bị đánh chìm |